# Sona
Sona
Sona là một đô thị với 14 269 dân ở tỉnh Verona của Italia.
Đô thị này có diện tích 41,14 km2.